# Emsetal
Emsetal est une ancienne commune allemande de l'arrondissement de Gotha en Thuringe. Elle a été formée en 1996 par l'union des anciennes communes de Fischbach, Schmerbach, Schwarzhausen et Winterstein. Le 31 décembre 2013 la commune a été rattachée à la ville de Waltershausen.

## Géographie

Situation de la commune dans l'arrondissement de Gotha

Emsetal est située à l'ouest de l'arrondissement, à la limite avec l'arrondissement de Schmalkalden-Meiningen et celui de Wartburg, à 30 km au sud-ouest de Gotha, le chef-lieu de l'arrondissement. Elle est appelée ainsi à cause de la rivière Emse, affluent de l'Hörsel dont elle occupe la vallée. Le siège de la commune est situé dans le village de Fischbach.
Située au cœur de la forêt de Thuringe, elle est dans sa partie sud couverte de forêts jusqu'au point culminant du Großer inselberg (altitude : 916 m) et consacrée à l'agriculture dans sa partie nord (point le plus bas à {{unité[305[m}}).
Elle est constituée de quatre villages : Fischbach, Schmerbach, Schwarzhausen et Winterstein.
Communes limitrophes (en commençant par le nord et dans le sens des aiguilles d'une montre) : Hörsel, Waltershausen, Tabarz, Brotterode-Trusetal, Steinbach, Ruhla, Seebach et Hörselberg-Hainich.

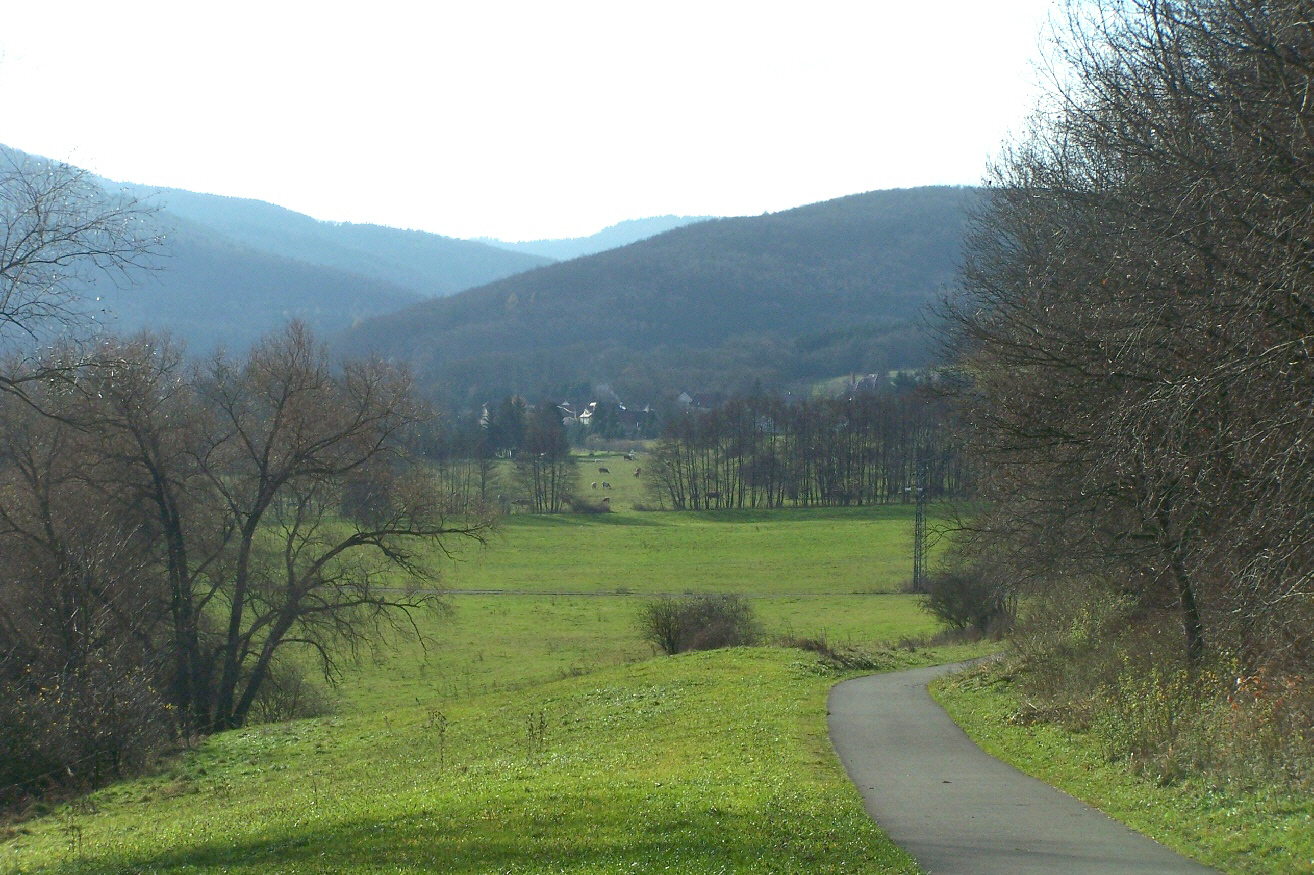
La vallée de l'Emse à Winterstein

## Histoire
Schwarzhausen est le premier village à être mentionné en 802 sous le nom de Suarzaloheshusen et il appartient alors à l'abbaye de Fulda. Fischbach est mentionné en 1103 dans un document de l'abbaye de Reinhardsbrunn, Winterstein apparaît en 1246 et Schmerbach en 1436.
Pendant le Moyen Âge, en 1307, un premier château fort est construit à Winterstein pour défendre la route qui traverse la forêt de Thuringe jusqu'à Schmalkalden, bientôt suivi d'un deuxième (Sommerstein). Les quatre villages appartiennent aux seigneurs de Wangenheim qui édifient à Fischbach un château qui sera leur résidence et aux seigneurs d'Uetterodt.
Leur économie est d'abord basée sur l'exploitation de la forêt (bois, charbon), le tissage du lin, l'exploitation de l'ardoise et du cuivre, puis sur la culture du chanvre, la fabrication de balais, de paniers et enfin, sur le tourisme et les sports d'hiver.
Appartenant au duché de Saxe-Cobourg-Gotha, ils font partie de l'arrondissement de Waltershausen. En 1920, ils intègrent le land de Thuringe et l'arrondissement de Gotha avant de rejoindre la RDA et le district d'Erfurt en 1949. En 1990, le land de Thuringe est recréé. Les quatre communes indépendantes de Fischbach, Schmerbach, Schwarzhausen et Winterstein décident en 1996 leur destin et de former la commune d'Emsetal, du nom de la rivière qui les traverse.

## Démographie
Commune d'Emsetal dans ses limites actuelles :
| 1910  | 1933  | 1939  | 1996  | 2000  | 2005  | 2010  |
| ----- | ----- | ----- | ----- | ----- | ----- | ----- |
| 2 871 | 3 235 | 3 525 | 3 208 | 3 245 | 2 890 | 5 282 |

## Politique
À l'issue des élections municipales du 7 juin 2009, le Conseil municipal, composé de 16 sièges, est composé comme suit :
| Parti       | Nombre de conseillers | Pourcentage de voix |
| ----------- | --------------------- | ------------------- |
| CDU         | 10                    | 60,5 %              |
| FWG Emsetal | 4                     | 27,2 %              |
| FDP         | 2                     | 12,3 %              |

## Monuments
La commune possède de nombreux sites naturels dignes d'intérêt et propices aux randonnées, sports d'hiver, etc.
- Wangenheinshce Schloss, Château Wangenheim à Fischbach, construit de 1587 à 1639, siège de la commune.
- Jacobuskirche de Fischbach construite de 1652 à 1672.
- Ruines du château de Winterstein.
- Château de Schwarzhausen, aujourd'hui une école.

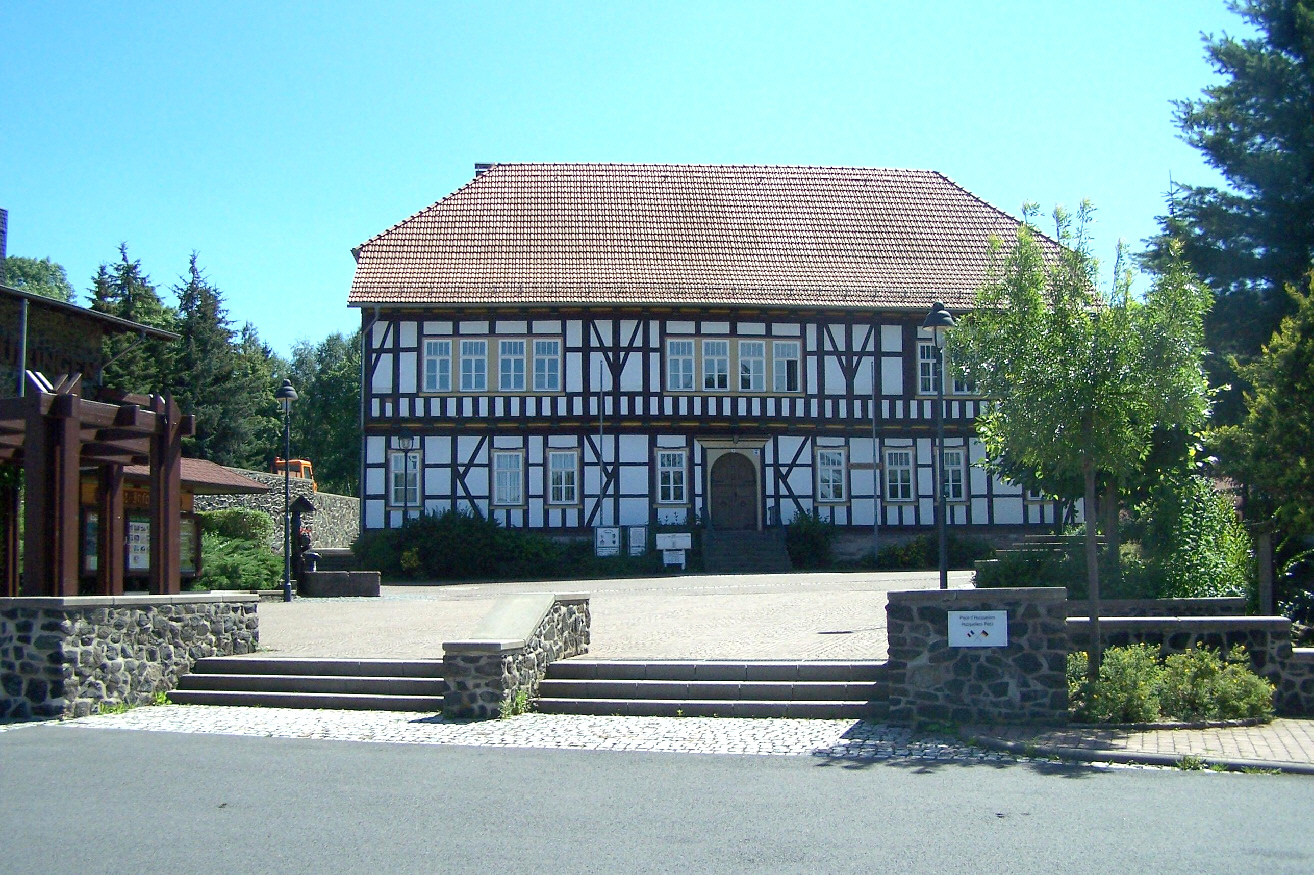
Château de Fischbach
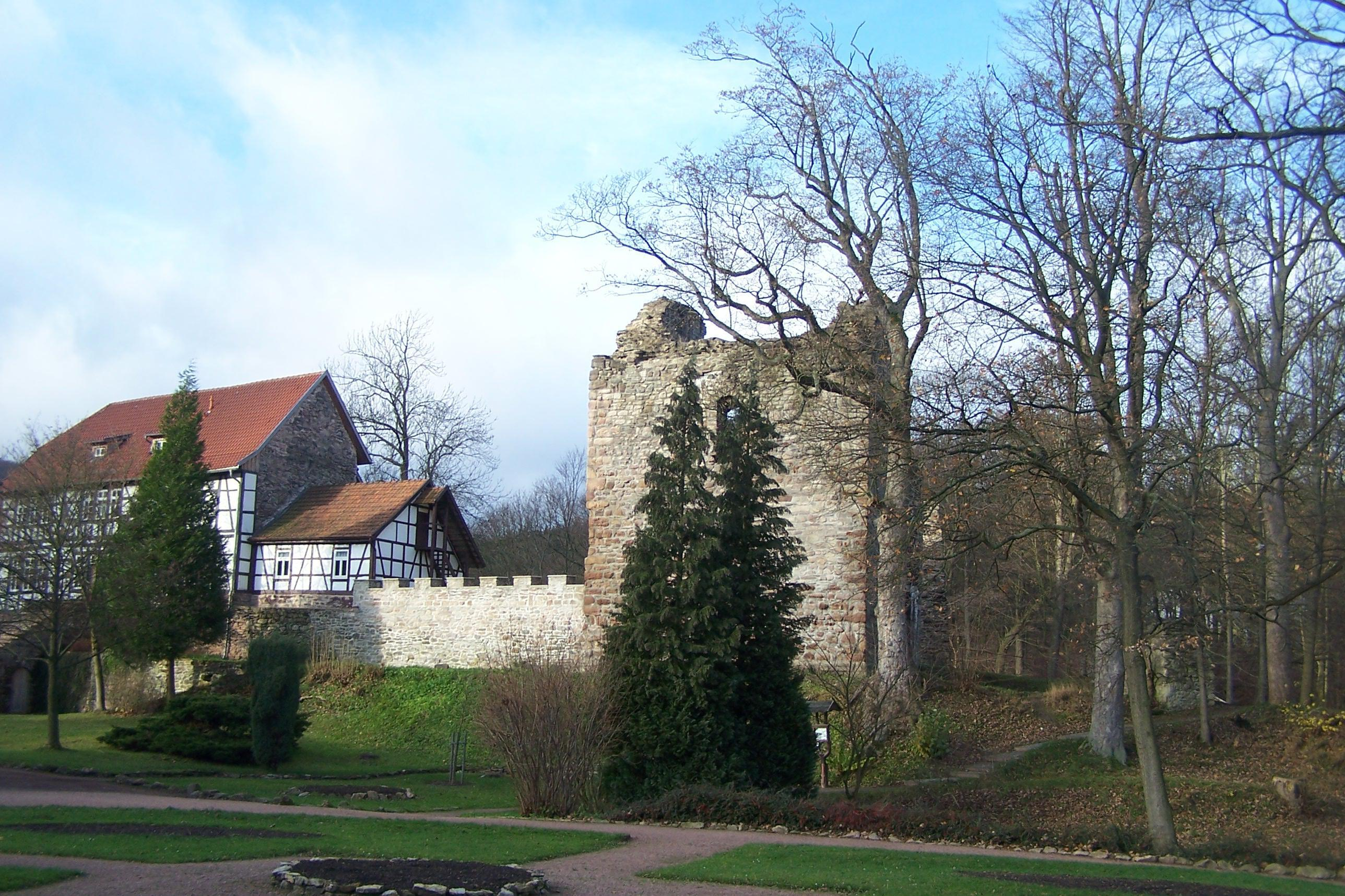
Ruines du château de Winterstein
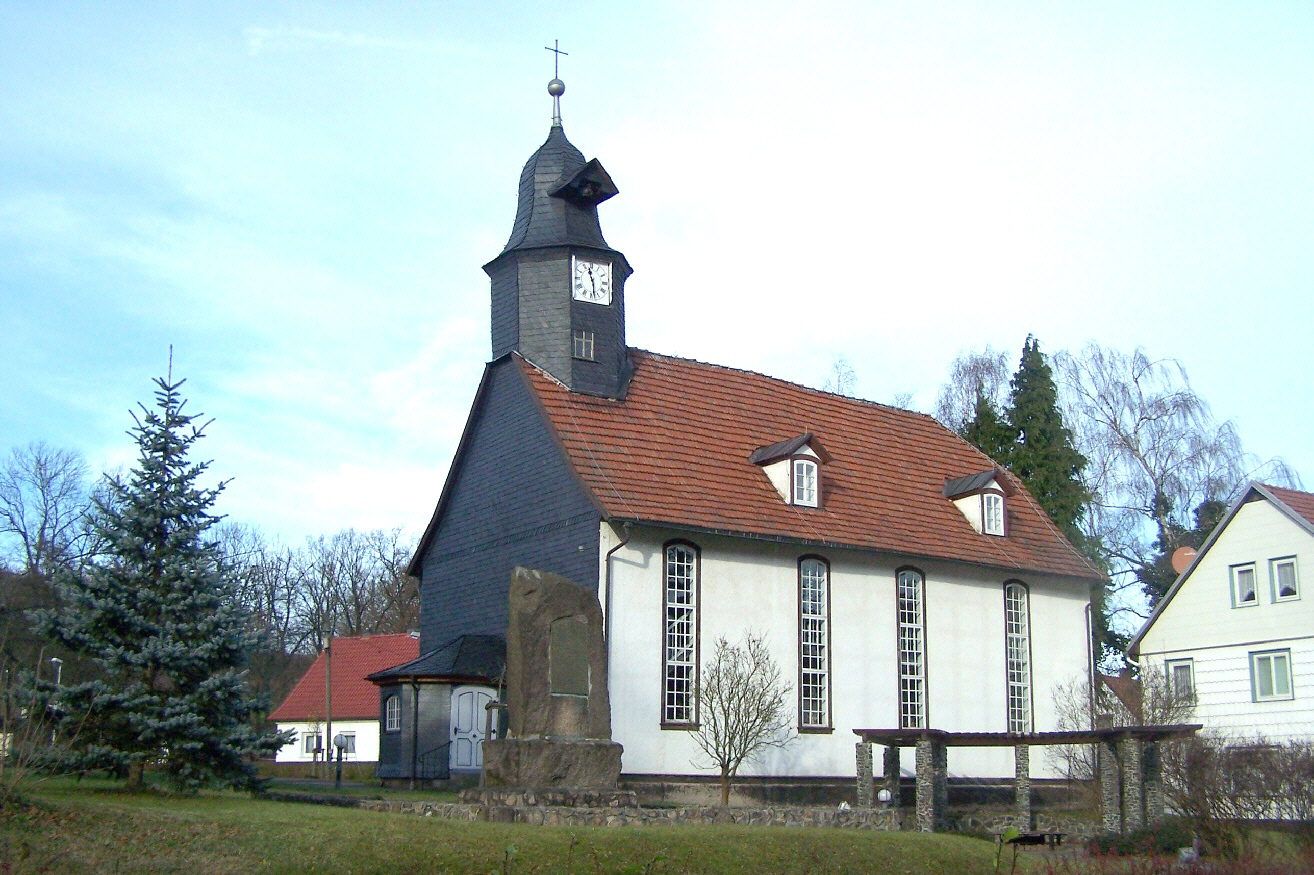
Église de Winterstein
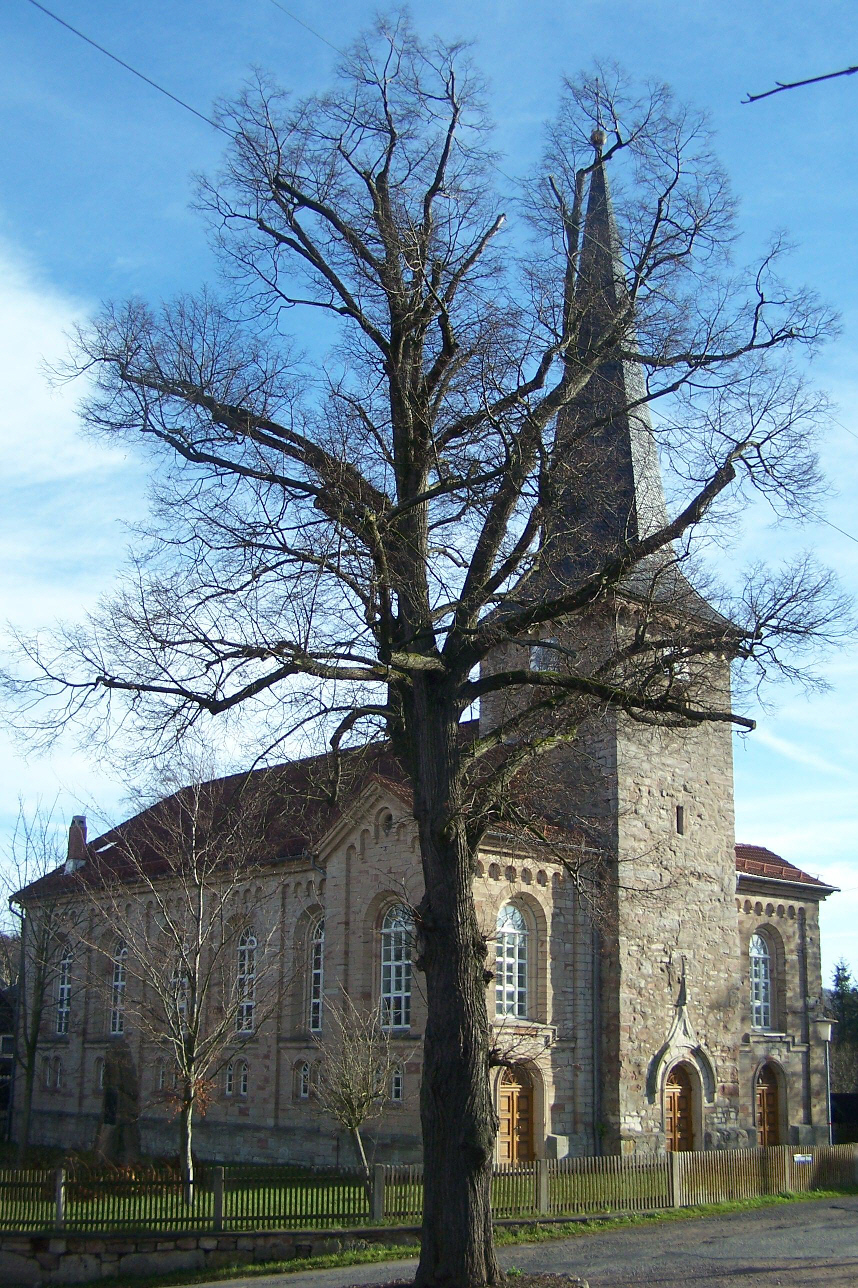
Église de Schwarzhausen

## Communications
Les villages de Schmerbach et Schwarzhausen sont traversés par la route nationale B88 Eisenach-Ilmenau. La route régionale K12 relie Fischbach à Tabarz et la L1027, partant vers le sud traverse Winterstein, la forêt de Thuringe à plus de 600 m d'altitude pour déboucher sur Schweina, Bad Liebenstein et la vallée de la Werra.